# Metrosideros engleriana
Metrosideros engleriana är en myrtenväxtart som beskrevs av Rudolf Schlechter. Metrosideros engleriana ingår i släktet Metrosideros och familjen myrtenväxter.
Artens utbredningsområde är Nya Kaledonien. Inga underarter finns listade i Catalogue of Life.